# Odontopera aemula
Odontopera aemula är en fjärilsart som beskrevs av Louis Beethoven Prout 1938. Odontopera aemula ingår i släktet Odontopera och familjen mätare. Inga underarter finns listade i Catalogue of Life.